# Різдвяний борщ з вушками
Святвечірній борщ з варениками — спеціально приготований червоний борщ з пісними галушками, який є традиційним польським супом, який подають на Святвечір.
Святвечірній борщ відрізняється від червоного борщу, який готують цілий рік. Це чистий пісний борщ, тобто приготовлений без використання м'ясних інгредієнтів, за винятком риби. Пісний борщ готують на відварі зелені і буряків, змішаному з відваром сушених грибів і буряковою кислотою. За деякими рецептами, наприклад, за Миколаєм Реєм, буряк, призначений для бульйону, слід попередньо обсмажити. Борщ заправляють сіллю і цукром. Відсутність перцю в супі дозволяє зробити більш гострі добавки (див. нижче). Готовий борщ має бути кисло-солодким, прозорим, яскраво-червоного кольору.
За деякими рецептами готують відразу один відвар (з овочів і грибів). Марія Діслова запропонувала за бажанням збагатити приготований бульйон головою риби, солоним (тобто сушеним) кропом і товченим часником. Іноді (наприклад, за Діссловою) в суп додають подрібнений варений буряк і смажену цибулю. Рідше борщ на Святвечір заправляють зажаркою — в такому випадку отриманий суп не буде чистим і наваристим.
Бурякову закваску часто готують за два тижні до Святвечора. Ще один спосіб підкислити борщ — додати лимонний сік, смородиновий сік, сік вишні  або вишневий компот. Не використовуйте для цього оцет. Останнім часом червоний борщ все частіше готують з концентрату.
Традиційна начинка для вареників на Святвечір може складатися з грибів, цибулі, риби або зварених круто яєць. Крім вареників до святвечірнього борщу подають паштецик або печені пироги або кулеб'яку.